# Leonora Cristina Ulfeldt

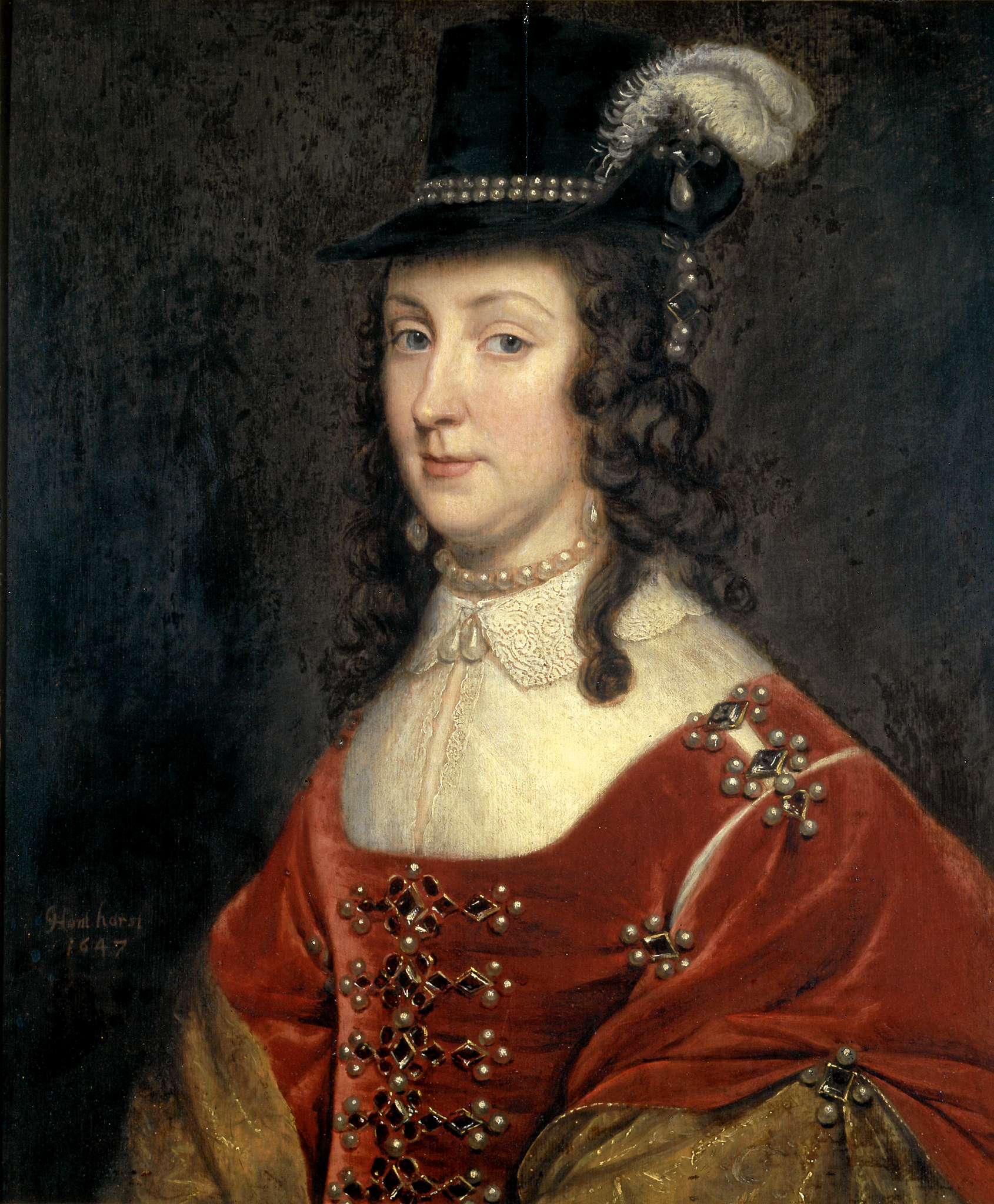
Ritratto di Leonora Cristina Ulfeldt, di Gerrit van Honthorst (1647). Frederiksborg Museum.

Leonora Cristina di Schleswig-Holstein (Castello di Frederiksborg, 8 luglio 1621 – Maribo, 16 marzo 1698) fu contessa di Schleswig-Holstein.

## Biografia
Era figlia del re Cristiano IV di Danimarca, e della seconda moglie, Kirsten Munk. Si ritiene che Cristiano IV abbia avuto quindici figli dalla sua seconda moglie, almeno tre dei quali sono nati prima che la coppia si sposasse nel 1615, e otto dei quali vissero fino all'età adulta. I Munk erano nobili cortigiani e la madre di Kirsten, Ellen Marsvin, ottenne la promessa firmata dal re di sposare la ragazza prima che cedessero alla passione. Il matrimonio dei suoi genitori avvenne morganaticamente pertanto sia lei che i nove fratelli non potevano vantare il titolo di principi ma poterono portare quello di "conti di Schleswig-Holstein" (distinto dal titolo portato dai duchi di Schleswig-Holstein, parenti dinastici dei re danesi che possedevano effettivi domini nelle province di Schleswig e Holstein, alcuni dei quali vi esercitavano anche la sovranità).
Tuttavia, crebbe con i suoi genitori nel palazzo reale di Copenaghen insieme ai suoi tre fratellastri maggiori, figli della defunta regina Anna Caterina di Brandeburgo. Crebbe sotto la supervisione della governante reale Karen Sehested. Il re accusò la moglie di averlo tradito con un altro uomo e divorziò da lei nel 1630, avendo già preso come amante Vibeke Kruse, una dama di sua moglie. Sebbene Vibeke Kruse abbia continuato a dare al re una nuova nidiata di bambini che sarebbero diventati gli acerrimi rivali dei figli di Kirsten Munk, Leonora Cristina sembra aver mantenuto il favore di suo padre. 

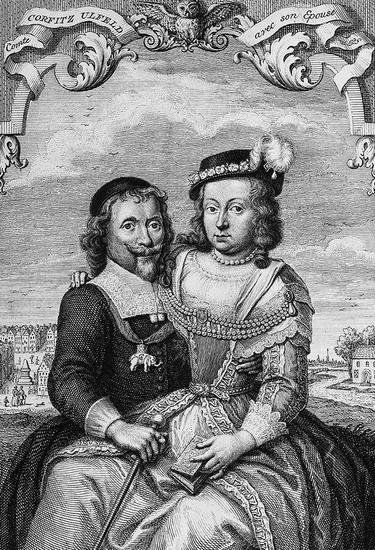
Ritratto di Leonora Cristina Ulfeldt e di suo marito Corfitz, di Jacob Folkema (1746).

## Matrimonio
Il suo matrimonio faceva parte della strategia di Cristiano IV per consolidare il potere della sua dinastia. Dal 1448 la Casa di Oldenburg era stata la dinastia regnante della Danimarca. Sebbene di fatto fossero monarchi ereditari, fino al 1660 ogni successore divenne re de jure solo per elezione del Rigsråd. Alla morte di un re, quell'organismo avrebbe negoziato nuove limitazioni all'autorità reale, ratificando solo l'ascesa al trono del candidato in cambio di concessioni di diritti e privilegi. La tradizione sostenne l'imparzialità e la dignità del re tra la nobiltà non permettendo ai membri della famiglia reale di sposare i suoi sudditi, riservando le principesse ad alleanze straniere. Ma lo stato morganatico di Leonora Cristina e delle sue sorelle le rendeva utili strumenti domestici di stato, così Cristiano IV cercò di vincolare la lealtà di nobili potenti o promettenti conferendo loro le mani di queste figlie semi-reali, dotate di ricche doti. Furono organizzati sei di questi matrimoni. Così nel 1636 la quindicenne Leonora Cristina sposò con il trentenne Corfitz Ulfeldt, figlio del defunto cancelliere Jacob Ulfeldt, con il quale era fidanzata dall'età di nove anni. Anche se il matrimonio non è riuscito a garantire la lealtà di Ulfeldt alla Corona, la giovane contessa sarebbe rimasta fedele al marito anche oltre la sua morte, accompagnandolo o seguendolo in ogni sua disavventura, e rifiutandosi postuma di parlargli male anche per riscattare la sua libertà.
Ebbero dieci figli:
1. Christian (5 dicembre 1637 – 29 luglio 1688);
2. Anna Katrine (18 marzo 1639 – 27 maggio 1707), moglie di Vigilius de Cassette;
3. Jakob (1640 – 1642);
4. Ellen (ottobre 1643 – 11 dicembre 1677);
5. Ludwig (1644 – 1668 );
6. Corfitz (1645 – 8 agosto 1688);
7. Leo Belgicus (ottobre 1646-16 marzo 1651);
8. Leonora Sophie (1647 – 15 agosto 1698), moglie di Lave Beck;
9. Otto (1648 – 1651);
10. Leo (22 marzo 1651 – 11 aprile 1716), federmaresciallo austriaco.

Attraverso il figlio più giovane, il conte Leo Ulfeldt (1651–1716), i suoi discendenti non includono solo alcune delle più influenti famiglie nobili tedesche e slave d'Europa, ma anche: Simeone II di Bulgaria, Michele I di Romania, Giovanni Adamo II del Liechtenstein, Carlo I d'Austria, Pietro II di Jugoslavia, Manuele II del Portogallo, Federico Augusto III di Sassonia, Marie Christine, Principessa Michele di Kent, Christoph Schönborn, Massimiliano, Duca di Hohenberg, Giovanni di Thurn und Taxis, Aimone, duca di Puglia e i conti di Clanwilliam.
Notevole anche tra i suoi discendenti fu Isabella, contessa di Parigi, la cui vita, a parte la reclusione, somigliava per molti aspetti a quella di Leonora Cristina: figlia di un'unione morganatica, visse in esilio e rimase fermamente fedele a un marito infedele, cedette proprietà preziose per il suo bene, scrisse biografie di donne storicamente significative e scrisse un libro di memorie (Tout m'est Bonheur, 1978) che celebrava le benedizioni della vita di fronte alle avversità.

## Viaggi
Ha condiviso la fama e i primi successi, sia in patria che all'estero, di suo marito. Ottenne le signorie di Egeskov, Hirschholm Urup, Gradlitz e Hermanitz. Nel 1641 fu nominato conte da Ferdinando III. Durante la maggior parte degli anni Quaranta del Seicento il potere e la statura di suo marito crebbero e lei fu, per molti versi, la first lady di una corte danese che non aveva una regina. Il suo matrimonio con Ulfeldt sembra essere stato felice, almeno rispetto ai matrimoni delle sue sorelle.
All'ascesa al trono nel 1648 del fratellastro, la posizione della coppia fu minacciata dal risentimento per il predominio del marito da parte di Federico III e, soprattutto, della sua regina, Sofia Amalia di Brunswick-Lüneburg, che ora divenne l'implacabile nemica di Leonora Cristina. Questa situazione potrebbe essere stata causata sia dall'incapacità di Leonora di rinunciare alla sua posizione di leadership a corte, sia da alcune forme di malizia a cui ha esposto la regina.
Alla disgrazia di Ulfeldt nel 1651 (si diceva che fosse stato associato a un complotto per avvelenare la famiglia reale), lei lo seguì ad Amsterdam e a Stoccolma. Divennero fuggitivi, vagando spesso per sfuggire alla cattura. Nonostante fosse stato nominato conte di Sölvesborgin, fu scoperto che era coinvolto in un doppio tradimento e, nel 1659, venne imprigionato. Sua moglie lo difese pubblicamente. Fuggirono separatamente a Copenaghen dove fu prontamente arrestato e lei condivise la sua dura prigionia nel castello di Hammershus sull'isola di Bornholm (1660-1661), fino a quando non si riscattarono vendendo la maggior parte delle loro proprietà.
Quando Ulfeldt fu nuovamente ricercato per tradimento dai danesi, Leonora Cristina andò in Inghilterra per chiedere al re Carlo II il rimborso del denaro che suo marito gli aveva prestato durante il suo esilio. Il re ripagò il suo debito accogliendo la contessa (sua cugina) alla sua tavola, poi facendola arrestare mentre saliva a bordo di una nave per lasciare l'Inghilterra, dopodiché la consegnò alla Danimarca nel 1663.

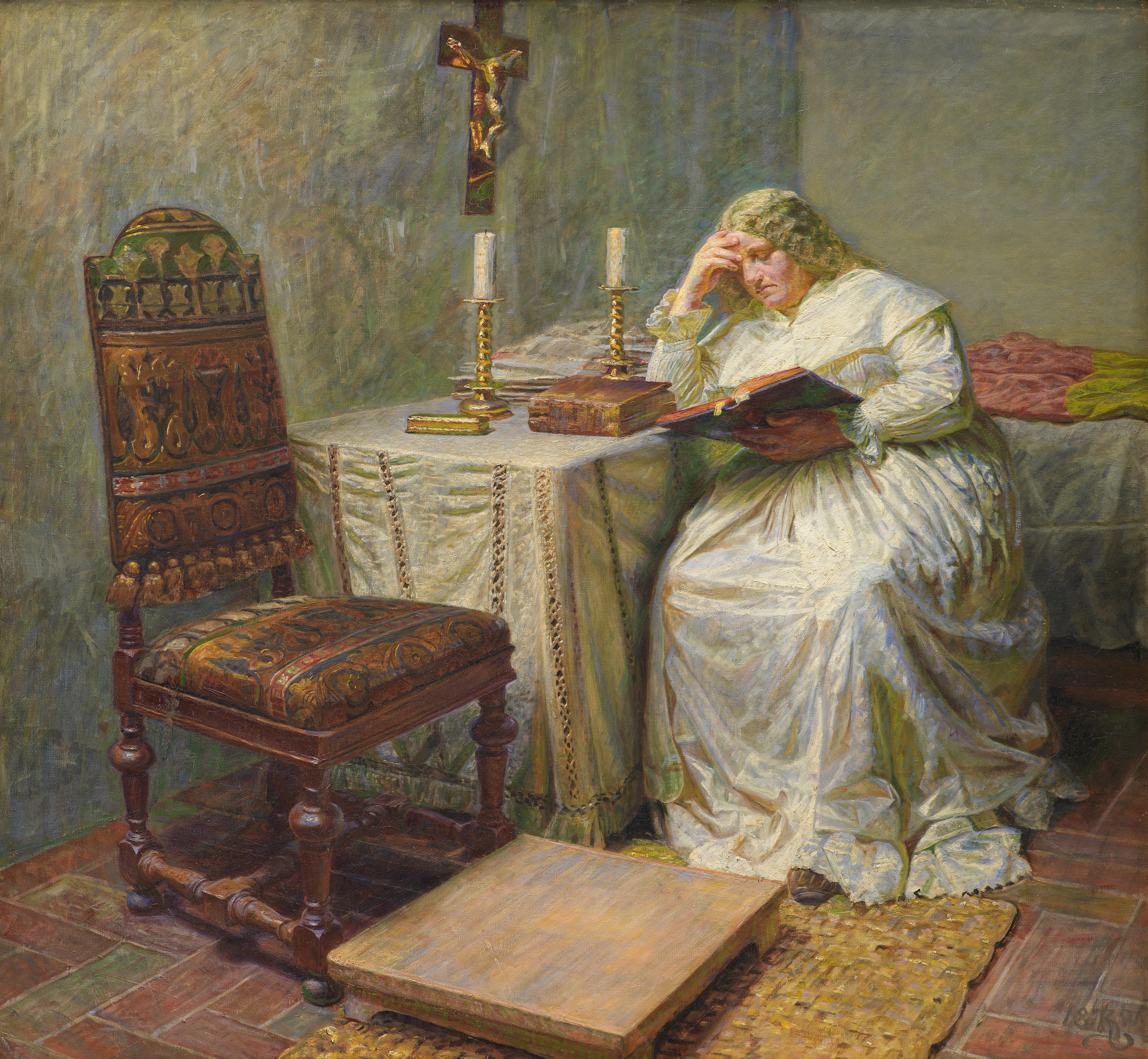
Leonora Christina in Blåtårn di Kristian Zahrtmann, 1891

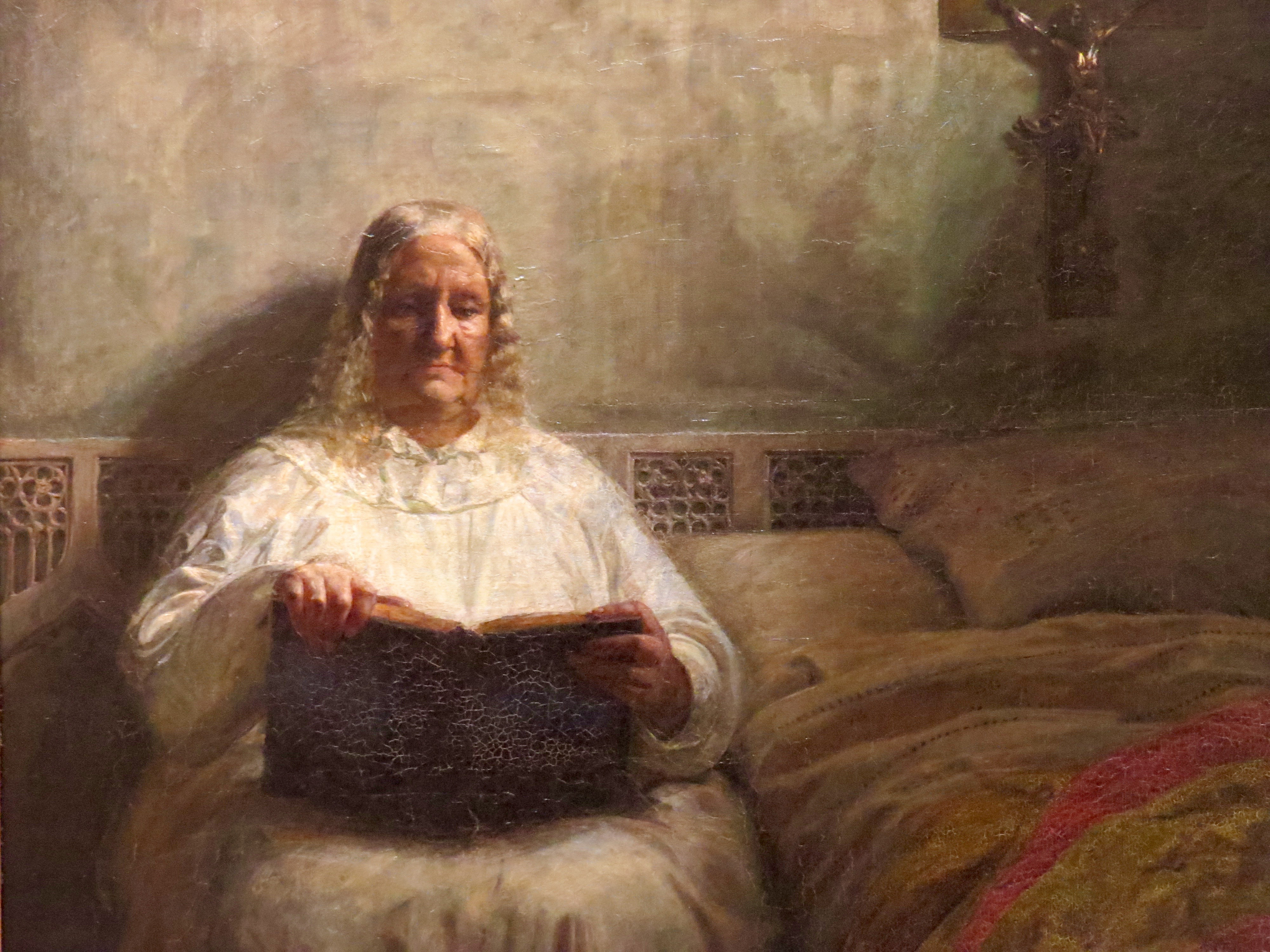
Leonora Christine in nell'abbazia di Maribo di Kristian Zahrtmann, 1882

## Prigionia
È stata portata in una cella di detenzione e venne interrogata tre volte da funzionari del tribunale, ma si rifiutò di attestare eventuali crimini da parte di suo marito o di apporre la sua firma all'abbandono delle terre della loro famiglia in cambio della sua libertà. Alla fine acconsentì sulla promessa che Ulfeldt sarebbe stato liberato. Ma venne tradita, lui venne condannato ed è stato emesso un mandato per la sua esecuzione e l'esilio dei loro figli. Ancora una volta fuggì e si unì ai suoi figli all'estero. Non avrebbe mai più rivisto suo marito e non ci sono prove che abbia cercato la sua libertà o il suo ricongiungimento prima della sua morte.
Per i successivi ventidue anni rimase sotto la custodia dello stato danese, incarcerata senza accusa né processo nella famigerata Torre Blu del Castello di Copenaghen. Visse in condizioni misere e umilianti per la figlia di un re, e per anni fu privata di quasi ogni comodità. Durante questi anni mostrò per forza un grande stoicismo e ingegno. Scrisse che la sua cella era piccola, sudicia, ripugnante, infestata da pulci e che i topi erano così numerosi e affamati che mangiarono la sua candela notturna mentre bruciava. Ha imparato a mettere insieme le pagine per scrivere dagli involucri sullo zucchero che le era stato dato e a fare l'inchiostro raccogliendo il fumo della candela su un cucchiaio. Lentamente si adeguò alla sua situazione, smise di desiderare vendetta o morte e sviluppò un umore mordente. Studiò i parassiti che erano i suoi unici compagni, registrando le sue osservazioni e congetture sui loro istinti. Quando ha saputo che suo marito era morto all'estero, si è meravigliata di provare solo sollievo per il fatto che alla fine fosse sfuggito ai suoi persecutori.
Le poche interazioni umane che le erano consentite erano ugualmente umilianti, quando non pericolose. Il guardiano della torre era solito farle visita di notte quando era ubriaco, e in un'occasione fu salvata dalle sue avances solo perché si addormentava in mezzo all'abbraccio. Le cameriere furono inviate per pulire la sua cella e sorvegliarla da una stanza esterna, inviando rapporti sulle sue parole e passatempi alla regina. Ma le donne che lavoravano nelle carceri tendevano a essere dure e insolenti.
Ricevette solo un trattamento meno duro dopo la morte di Federico III. Il nuovo re, Cristiano V, inviò i suoi ministri a sollecitare il consenso della madre per liberarla. Ma, se si deve credere al racconto di Leonora Cristina, la regina vedova ha respinto le loro suppliche con un rimprovero.
Quando una sera un gruppo di dame di rango andò a farle visita in incognito per il loro divertimento, riconobbe immediatamente una di loro come " Lady Augusta di Glucksburg", moglie di suo cugino Ernest Gunther di Schleswig-Holstein-Sonderburg-Augustenburg. Dedusse che gli altri erano la moglie di suo nipote, Carlotta Amalia d'Assia-Kassel e sua sorella Anna Sofia, moglie del principe elettorale Johan Georg di Sassonia. Versarono lacrime di pietà quando hanno visto la sua difficile situazione. La madre della regina, le fece una visita clandestina, e scommise che se il primogenito della regina fosse stato maschio il re l'avrebbe liberata. Ma quando la madre del re arrivò per il battesimo del principe, minacciò di lasciare immediatamente la corte a meno che Federico non avesse rinnegato la sua promessa. Le vedove litigarono sulla questione davanti al re, ma i cancelli della Torre Blu rimasero chiusi.
Alla fine il re fece trasferire Leonora Cristina in alloggi più spaziosi nella torre, installò una stufa contro il freddo degli inverni di Copenaghen e ordinò che le fosse aperta la finestra. Ora le era concesso carta e penna e ricevette in dono da suo nipote duecento rigsdalers, la maggior parte dei quali sarebbe stata spesa in libri stranieri. Fu in quel momento che iniziò a scrivere sul serio, con l'intenzione che un giorno i suoi figli potessero leggere le sue parole.
La regina vedova Sofia Amalia morì nel febbraio 1685. La mattina del 19 maggio Leonora Cristina fu informata che un ordine reale era stato emesso dal cancelliere Frederick von Ahlfeldt (colui che l'aveva scortata con riluttanza nella Torre) per il suo rilascio. L'indigente contessa lasciò per sempre la Torre Blu al riparo dell'oscurità e di un velo, negando anche solo un'occhiata alla folla curiosa che si era radunata nel cortile (la Regina e le sue dame guardavano dal balcone del palazzo). Per loro Leonora Christina era già entrata nella leggenda, un'avventuriera reale che prima era stata regalata e poi tenuta prigioniera dai re d'Inghilterra, Svezia e Danimarca. Aveva sessantatré anni e aveva trascorso ventuno anni, nove mesi e undici giorni nella Torre. Ha vissuto i suoi ultimi anni nell'Abbazia di Maribo, sull'isola di Lolland, dove ha dedicato il suo tempo a modificare i suoi quaderni di prigionia.

## Opere
Durante la sua prigionia e per i successivi dodici anni, compose il libro che la rese famosa, Jammers Minde (letteralmente, "Memoria di Lamento"), che fu però pubblicato solo nel 1869. Ormai considerato un classico della Letteratura danese del XVII secolo, esplora i suoi anni di prigionia in una prosa dettagliata e vivida, raccontando le sue crisi, scontri, umiliazioni, autodisciplina, crescente fede religiosa e serenità, insieme a descrizioni delle difficoltà che ha sopportato o superato.
Scrisse anche in francese un resoconto della sua giovinezza felice, La Lettre à Otto Sperling (Lettera a Otto Sperling), completata nel 1673 e portata fuori di nascosto dalla Torre. Cercando l'ispirazione per sopportare la sua prova, aveva cercato e tradotto racconti di donne che avevano lottato nelle avversità. Heltinders Pryd (Lode delle eroine), è stato scritto nel 1683 come una raccolta di schizzi biografici che descrivono i diversi tipi di coraggio e resistenza evocati dalle donne le cui lotte hanno lasciato un'impronta nella storia. Nel processo è diventata una sorta di protofemminista dal punto di vista di alcuni critici letterari e politici successivi.
Il destino di Leonora Cristina, e in particolare le sue memorie, l'hanno resa un'eroina culturale nazionale in Scandinavia. A volte è stata ritratta come una santa, sia poeti che prelati la salutavano come la donna danese ideale: leale, paziente, risoluta e piena di risorse. Kristian Zahrtmann (1843–1917) ha commemorato la sua storia in una serie di 18 dipinti monumentali, il primo dei quali è stato mostrato nel 1871.
Solo di recente gli scettici si sono concentrati su altri aspetti percepiti della personalità della contessa: arroganza, testardaggine, cieca devozione a un marito indegno e un'ingegnosa intelligenza. Nonostante tutti questi difetti, reali o immaginari, la saga del prigioniero della Torre Blu - la caduta di una donna potente e la sua ascesa dalla disperazione a una potenza intellettuale e spirituale ancora maggiore, raccontata sullo sfondo dell'Europa durante la Riforma - rimane profondamente avvincente, persino stimolante, tanto per artisti e devoti quanto per storici, patrioti e femministe.

## Ascendenza
|                              |   |                                   | Genitori                           |  |  | Nonni |  |  | Bisnonni                   |  |  | Trisnonni               |  |
|                              |   |                                   |                                    |  |  |       |  |  | Cristiano III di Danimarca |  |  | Federico I di Danimarca |  |
|                              |   |                                   |                                    |  |  |       |  |  | Cristiano III di Danimarca |  |  | Federico I di Danimarca |  |
|                              |   | Anna del Brandeburgo              |                                    |  |  |       |  |  | Cristiano III di Danimarca |  |  |                         |  |
| Federico II di Danimarca     |   |                                   |                                    |  |  |       |  |  | Cristiano III di Danimarca |  |  |                         |  |
|                              |   | Dorotea di Sassonia-Lauenburg     | Magnus I di Sassonia-Lauenburg     |  |  |       |  |  |                            |  |  |                         |  |
|                              |   | Dorotea di Sassonia-Lauenburg     | Magnus I di Sassonia-Lauenburg     |  |  |       |  |  |                            |  |  |                         |  |
|                              |   | Dorotea di Sassonia-Lauenburg     | Caterina di Braunschweig-Lüneburg  |  |  |       |  |  |                            |  |  |                         |  |
| Cristiano IV di Danimarca    |   | Dorotea di Sassonia-Lauenburg     |                                    |  |  |       |  |  |                            |  |  |                         |  |
|                              |   | Ulrico III di Meclemburgo-Güstrow | Alberto VII di Meclemburgo-Güstrow |  |  |       |  |  |                            |  |  |                         |  |
|                              |   | Ulrico III di Meclemburgo-Güstrow | Alberto VII di Meclemburgo-Güstrow |  |  |       |  |  |                            |  |  |                         |  |
|                              |   | Ulrico III di Meclemburgo-Güstrow | Anna di Brandeburgo                |  |  |       |  |  |                            |  |  |                         |  |
| Sofia di Meclemburgo-Güstrow |   | Ulrico III di Meclemburgo-Güstrow |                                    |  |  |       |  |  |                            |  |  |                         |  |
|                              |   | Elisabetta di Danimarca           | Federico I di Danimarca            |  |  |       |  |  |                            |  |  |                         |  |
|                              |   | Elisabetta di Danimarca           | Federico I di Danimarca            |  |  |       |  |  |                            |  |  |                         |  |
|                              |   | Elisabetta di Danimarca           | Sofia di Pomerania                 |  |  |       |  |  |                            |  |  |                         |  |
| Leonora Cristina Ulfeldt     |   | Elisabetta di Danimarca           |                                    |  |  |       |  |  |                            |  |  |                         |  |
|                              | … | …                                 |                                    |  |  |       |  |  |                            |  |  |                         |  |
|                              | … | …                                 |                                    |  |  |       |  |  |                            |  |  |                         |  |
|                              | … | …                                 |                                    |  |  |       |  |  |                            |  |  |                         |  |
| Ludwig Munk                  | … |                                   |                                    |  |  |       |  |  |                            |  |  |                         |  |
|                              |   | …                                 | …                                  |  |  |       |  |  |                            |  |  |                         |  |
|                              |   | …                                 | …                                  |  |  |       |  |  |                            |  |  |                         |  |
|                              |   | …                                 | …                                  |  |  |       |  |  |                            |  |  |                         |  |
| Kirsten Munk                 |   | …                                 |                                    |  |  |       |  |  |                            |  |  |                         |  |
|                              |   | …                                 | …                                  |  |  |       |  |  |                            |  |  |                         |  |
|                              |   | …                                 | …                                  |  |  |       |  |  |                            |  |  |                         |  |
|                              |   | …                                 | …                                  |  |  |       |  |  |                            |  |  |                         |  |
| Ellen Marsvin                |   | …                                 |                                    |  |  |       |  |  |                            |  |  |                         |  |
|                              |   | …                                 | …                                  |  |  |       |  |  |                            |  |  |                         |  |
|                              |   | …                                 | …                                  |  |  |       |  |  |                            |  |  |                         |  |
|                              |   | …                                 | …                                  |  |  |       |  |  |                            |  |  |                         |  |
|                              |   | …                                 |                                    |  |  |       |  |  |                            |  |  |                         |  |